# Darjan
Darjan (persiska: دُورجِن, درجن, Dūrjan, دورجن) är en ort i Iran.   Den ligger i provinsen Golestan, i den norra delen av landet, 400 km öster om huvudstaden Teheran. Darjan ligger 1 028 meter över havet och antalet invånare är 846.
Terrängen runt Darjan är huvudsakligen kuperad, men söderut är den bergig.Runt Darjan är det mycket glesbefolkat, med 5 invånare per kvadratkilometer. Darjan är det största samhället i trakten. Trakten runt Darjan består i huvudsak av gräsmarker.